# Треуголка
Треуго́лка (англ. cocked hat, фр. и англ. tricorne), треугольная шляпа — мягкая шляпа (из войлока (поярка или фетра)) с круглой тульей и широкими полями, загнутыми к тулье таким образом, чтобы они образовывали три угла. Употреблялась с конца XVII по конец XVIII века, пока не была заменена двууголкой.
В вооружённых силах различных государств мира треуголка украшалась галунами, кистями, плюмажем, перьями, султанами, бантами, кокардами и петлицами.

## История
В первой половине XVII века в армиях Западной Европы была распространена широкополая шляпа. Широкие поля мешали военным запрокидывать голову и были помехой, когда на плече лежало громоздкое ружьё. Края шляпы постепенно подгибались, и в итоге выработался новый и прогрессивный фасон: поля загибались с трёх сторон. В вооружённых силах треуголка распространилась в правление французского короля Людовика XIV, впоследствии эту шляпу переняли в свой гардероб и штатские. Во время петровских реформ первой четверти XVIII в. эта шляпа проникла и в Россию.
Непосредственно на голове украшенные галуном и перьями треуголки носили вплоть до того, пока в моду не вошли громоздкие парики — аллонж. После этого штатские лица носили треуголку под локтем и использовали её при поклонах, описывая ею замысловатые фигуры. В армии же треуголка сохранила первоначальный статус.
В конце XVII — в начале XVIII века треуголка имела довольно внушительные размеры. Она украшалась страусовыми перьями, галуном, нередко — пышным бантом. Постепенно треуголка становилась меньше и декоративнее: исчезает пышный плюмаж из перьев, утрачивается значительная часть декорирующих деталей. Это происходило в связи с тем, что треуголка всё больше становилась декоративным аксессуаром, который кавалер держит в руке или под локтем: пудреные парики «не нуждались» в шляпе. В то же время шляпа непременно входила в состав охотничьего костюма. Помимо мужчин, в эпоху рококо треуголку охотно носили женщины. Это было связано с «небывалым доселе сближением мужской и женской моды».
В вооружённых силах России — армии, флоте, гвардии; а также государственной и придворной службе данный головной убор использовался офицерами, чиновниками и придворными. Различия по чину носителя убора выражались в характере украшений: по ширине и фасону галунов на бортах, по кокарде и плюмажу.
К концу столетия треуголка начинает утрачивать свой статус, поскольку она стала уже не слишком компактной. На её место пришла двууголка (как и предшественник, распространившись сначала в армии, а затем среди гражданских), легко складывавшаяся и занимавшая меньше места. В России же треуголка в качестве предмета униформы военных, придворных и чиновников под своим названием употреблялась вплоть до 1917 г. Хотя с начала XIX в. по покрою русская треугольная шляпа ничем не отличалась от двууголки, сам термин «двууголка» (бикорн) в Российской империи по отношению к этому форменному убору никогда не употреблялся.
- Филипп IV Испанский с широкополой шляпой с двумя загнутыми краями
- Луи Токке. Портрет герцога Луи Филиппа Орлеанского, около 1755 г.
- Фридрих II в треуголке